# Podgorje, Šentjakob v Rožu
Podgorje (nemško Maria Elend) je naselje v Občini Šentjakob v Rožu v Okraju Beljak-dežela na Koroškem v Avstriji.